# Cuadrilla Resources
 Cuadrilla Resources  is een Brits exploratiebedrijf dat in 2007 is opgericht door personen die voorheen in de Amerikaanse gasindustrie werkzaam waren. De onderneming legt zich toe op fracking, dat zijn boringen naar schaliegas. Hiervoor heeft zij proefboringen ondernomen in het Verenigd Koninkrijk en is zij voornemens hetzelfde te doen in Nederland (vooralsnog zijn deze opgeschort) en wel in de provincie Noord-Brabant en de Noordoostpolder. Twee dochterondernemingen - Brabant Resources en Hardenberg Resources - zullen deze taak voor hun rekening nemen.
De aandelen van Cuadrilla Resources behoren voor 84% tot het Australische bouw- en ingenieursbureau A.J. Lucas en het Amerikaanse private-equitybedrijf Riverstone Holdings, de resterende 16% behoort tot de oprichters uit de Amerikaanse gasindustrie.
De omzet van Cuadrilla Resources bedroeg in 2011 drie miljoen euro en er werd een verlies geleden van 0,1 miljoen euro. Het bedrijf beschikt over veertien boorplekken in het Verenigd Koninkrijk en Nederland en heeft elf medewerkers in vaste dienst. Bestuursvoorzitter is Francis Egan.